# Eucyclops serratulus
Eucyclops serratulus är en kräftdjursart som först beskrevs av Fischer 1851.  Eucyclops serratulus ingår i släktet Eucyclops, och familjen Cyclopidae. Arten är reproducerande i Sverige.